# Viimsi kommun
Viimsi är en kommun i landskapet Harjumaa i norra Estland. Kommunen omfattar halvön Viimsi poolsaar och öarna Nargö (estniska: Naissaar), Vrangö (Prangli), Lilla Vrangö (Aksi), Kockskär (Keri), Gräsören (Kräsuli), Kummelskär (Kumbli), Pandju, Tiirloo och Seinakari i Finska viken.
Förutom centralorten och småköpingen (estniska: alevik) Viimsi och den största orten och småköpingen Haabneeme (äldre svenska Aponäs) ligger även byarna Leppneeme, Lubja, Laiaküla, Miiduranna, Muuga, Pringi, Pärnamäe, Püünsi, Randvere, Rohuneeme, Tammneeme, Äigrumäe, Kelvingi, Metsakasti och Nargö i kommunen.